# Temporada 1952-53 de los Syracuse Nationals
La temporada 1952-53 fue la cuarta de los Syracuse Nationals en la NBA. La temporada regular acabó con 47 victorias y 24 derrotas, ocupando la segunda posición de la División Este y clasificándose para los playoffs, en los que cayeron en las semifinales de división ante Boston Celtics.

## Elecciones en elDraft
| Ronda | Puesto | Jugador         | Posición   | Nacionalidad   | Universidad     |
| ----- | ------ | --------------- | ---------- | -------------- | --------------- |
| 1     | 7      | Bob Lochmueller | Alero      | Estados Unidos | Louisville      |
| 2     | 18     | Don Savage      | Base       | Estados Unidos | New York        |
| -     | -      | Ken McBride     | Base/Alero | Estados Unidos | Maryland State* |

## Temporada regular
| División Central      | División Central | División Central | División Central | División Central | División Central | División Central | División Central | División Central |
| Equipo                | G                | P                | %                | PD               | Casa             | Fuera            | Neutral          | Div              |
| --------------------- | ---------------- | ---------------- | ---------------- | ---------------- | ---------------- | ---------------- | ---------------- | ---------------- |
| x-New York Knicks     | 47               | 23               | .671             | -                | 22-4             | 15-14            | 10-5             | 30-10            |
| x-Syracuse Nationals  | 47               | 24               | .662             | 0.5              | 32-2             | 10-20            | 5-2              | 26-15            |
| x-Boston Celtics      | 46               | 25               | .648             | 1.5              | 21-3             | 11-18            | 14-4             | 28-13            |
| x-Baltimore Bullets   | 16               | 54               | .229             | 31               | 11-20            | 1–19             | 4-15             | 10-30            |
| Philadelphia Warriors | 12               | 57               | .174             | 34.5             | 5-12             | 1–28             | 6-17             | 7-33             |

## Playoffs

### Semifinales de División
Syracuse Nationals vs. Boston Celtics
| Fecha       | Partido                                           | Ciudad   |
| ----------- | ------------------------------------------------- | -------- |
| 19 de marzo | Syracuse Nationals 81, Boston Celtics 87          | Syracuse |
| 21 de marzo | Boston Celtics 111, Syracuse Nationals 105 (4 OT) | Boston   |
|             | Boston gana las series 2-0                        |          |

## Estadísticas
| Rk | Jugador         | Edad | P  | PT | MP   | TC  | TCI  | %TC  | 3P | 3PI | %3P | TL  | TLI | %TL  | RO | RD | RT   | AS  | RB | TAP | BP | FP  | PTS  |
| 1  | Dolph Schayes   | 24   | 71 |    | 37.6 | 5.3 | 14.1 | .374 |    |     |     | 7.2 | 8.7 | .827 |    |    | 13.0 | 3.2 |    |     |    | 3.8 | 17.8 |
| 2  | Paul Seymour    | 25   | 67 |    | 40.1 | 4.6 | 11.9 | .383 |    |     |     | 5.1 | 6.2 | .817 |    |    | 3.7  | 4.4 |    |     |    | 3.1 | 14.2 |
| 3  | Red Rocha       | 29   | 69 |    | 35.6 | 3.9 | 10.0 | .388 |    |     |     | 3.4 | 4.5 | .755 |    |    | 7.4  | 2.0 |    |     |    | 3.7 | 11.2 |
| 4  | George King     | 24   | 71 |    | 35.5 | 3.6 | 8.9  | .402 |    |     |     | 4.0 | 6.2 | .643 |    |    | 4.0  | 5.1 |    |     |    | 3.4 | 11.2 |
| 5  | Bill Gabor      | 30   | 69 |    | 19.4 | 3.1 | 8.9  | .350 |    |     |     | 3.1 | 4.1 | .764 |    |    | 1.5  | 1.9 |    |     |    | 3.8 | 9.4  |
| 6  | Earl Lloyd      | 24   | 64 |    | 28.2 | 2.4 | 7.1  | .344 |    |     |     | 2.5 | 3.6 | .693 |    |    | 6.9  | 1.0 |    |     |    | 3.8 | 7.4  |
| 7  | Noble Jorgensen | 27   | 70 |    | 19.4 | 2.1 | 6.2  | .333 |    |     |     | 2.1 | 2.8 | .734 |    |    | 3.4  | 1.1 |    |     |    | 3.5 | 6.2  |
| 8  | Wally Osterkorn | 24   | 49 |    | 20.7 | 1.7 | 5.3  | .324 |    |     |     | 2.2 | 3.4 | .631 |    |    | 4.4  | 1.2 |    |     |    | 2.6 | 5.6  |
| 9  | Bill Calhoun    | 25   | 13 |    | 18.4 | 1.2 | 4.2  | .291 |    |     |     | 2.5 | 3.5 | .711 |    |    | 2.1  | 1.2 |    |     |    | 1.5 | 4.9  |
| 10 | Al Cervi        | 35   | 38 |    | 7.9  | 0.8 | 1.9  | .437 |    |     |     | 2.1 | 2.6 | .810 |    |    | 0.6  | 0.7 |    |     |    | 2.4 | 3.8  |
| 11 | Bob Lochmueller | 25   | 62 |    | 12.9 | 1.3 | 4.0  | .322 |    |     |     | 1.2 | 2.0 | .607 |    |    | 2.6  | 0.8 |    |     |    | 2.3 | 3.7  |
| 12 | Jim Brasco      | 21   | 10 |    | 11.1 | 1.1 | 4.8  | .229 |    |     |     | 1.1 | 1.4 | .786 |    |    | 1.5  | 1.2 |    |     |    | 1.8 | 3.3  |

## Galardones y récords
| Jugador       | Galardón                 |
| Dolph Schayes | Mejor quinteto de la NBA |